# أدولف بارتلس
أدولف بارتلس (بالألمانية: Adolf Bartels) (و. 1862 – 1945 م) هو صحفي، وشاعر، وكاتب، ومؤرخ أدبي، وناقد أدبي ألماني، ولد في فيسلبورين، كان عضوًا في الحزب النازي، توفي في فايمار، عن عمر يناهز 83 عاماً.

## جوائز
حصل على جوائز منها:

شارة الحزب الذهبية

## روابط خارجية
- أدولف بارتلس على موقع مونزينجر (الألمانية)